# Sadalsuud
Sadalsuud (auch Sad es Saud, arabisch سعد السعود, DMG Saʿd as-Suʿūd ‚Glück des Glückes‘) ist der Name des Sterns Beta Aquarii (β Aqr) im Sternbild Wassermann. In den arabischen Eigennamen ist noch ein zweiter, nahegelegener Stern einbezogen. Der heliakische Aufgang beider Sterne zeigte den Start der Regenzeit an, ihr Untergang das Ende der Monsun-Phase.
Sadalsuud hat eine scheinbare Helligkeit von +2,91m und ist ein gelber Überriese der Spektralklasse G0Ib. Nach Parallaxen-Messungen der Raumsonde Gaia beträgt die Entfernung des Sterns zur Erde etwa 550 Lichtjahre.